# Micrurus isozonus
Micrurus isozonus (рівносмугий кораловий аспід) — вид отруйних змій родини аспідових (Elapidae). Мешкає в Південній Америці.

## Підвиди
Виділяють два підвиди:
- Micrurus isozonus isozonus (Cope, 1860);
- Micrurus isozonus sandneri Arenas-Vargas, 2015.

## Поширення і екологія
Рівносмугі коралові аспіди поширені від сходу Колумбії через північні і центральні райони Венесуели до південного заходу Гаяни та до штату Рорайма в Бразилії. Вони живуть в тропічних лісах, саванах, галерейних лісах і заболочених лісах, трапляються на пасовищах та у відкритих вторинних лісах, часто поблизу води. Зустрічаються на висоті до 1400 м над рівнем моря.